# Pat O’Hara Wood
Hector „Pat“ O’Hara Wood (* 30. April 1891 in St Kilda, Melbourne; † 3. Dezember 1961 in Richmond, Melbourne) war ein australischer Tennisspieler.
Er gewann die Australischen Tennismeisterschaften im Herreneinzel in den Jahren 1920 und 1923 und im Herrendoppel in den Jahren 1919, 1920, 1923 und 1925. Im Jahr 1920 siegte er im Einzelfinale über Ronald Thomas mit 6:3, 4:6, 6:8, 6:1, 6:3 und 1923 bezwang O’Hara Wood im Endspiel Bert St. John mit 6:1, 6:1, 6:3.
Am 3. August 1923 heiratete er Meryl O’Hara Wood, ebenfalls eine erfolgreiche australische Tennisspielerin. Sein Bruder war der Tennisspieler Arthur O’Hara Wood.